# Romolo Corona
Romolo Corona (Milano, 19 settembre 1893 – Milano, 28 giugno 1965) è stato un compositore, produttore discografico, editore e paroliere italiano.

## Biografia
Dopo il diploma in pianoforte si dedicò all'attività di composizione di canzoni, partiture per orchestre e orchestrine, operette, solitamente brevi rappresentazioni in tre atti ampliando poi la tipologia commerciale con forniture teatrali, costumi a nolo, fotoriproduzione e stampa di musica e disegni, fotoriproduzione offset e rotolito sempre comunque in ambito musicale.
La prima opera composta da Romolo Corona è La Sfinge (1921) caratterizzata dallo one-step un genere musicale in voga in quel periodo. Seguono altri titoli quali Il canto delle sirene, La piccola Olandese, Alba e tramonto, Il tango dell'emigrante, Cappuccetto rosso, operetta in due atti per pianoforte e canto. Seguono ancora La gondola azzurra, Fior di loto, Prestami gli occhiali, La ragazza ungherese, Il casino di campagna, la piccola fiammiferaia, Fior di loto, Zurika, un'operetta zingaresca per ragazzi.
Per ragazzi scrive, siamo in pieno Ventennio, un'operetta intitolata Il piccolo Balilla, messo in scena da Dino Lessi attore toscano che fatta fortuna a Milano torna in Toscana e al Dopolavoro della Solvay di Rosignano insegna recitazione e come impresario teatrale allestisce numerosi spettacoli anche con attori di primo piano.
Nell'ottobre del 1932 fonda la Casa editrice musicale Pierrot con sede in un negozio in via Francesco Sforza 1 a Milano.
Sposa Cornelia Cavallotti, di origini piemontesi, e nel 1932 trasferisce la sede e gli uffici in via Spartaco 27, sempre a Milano, in una elegante casa d'epoca dove occupa un vasto ammezzato.
Tra le canzoni vanno ricordate nella vasta produzione: Tu non vuoi più cantare, Due fiori di lillà, Se un saxofono canta, Un canto tra le palme, Il cigno del laghetto blu, Portami con te, Una casetta bianca, Dammi un po' d'amore, Voglio andare nella luna, Miss Gorgonzola, Sei già domani, Canta l'autunno, Concedimi un valzer, È dolce l'attesa, Danzando col vento, Cielo di velluto, Inverno senza fiamma, Balcone illuminato, Luna e luna-park, troppo rosse, La corriera di Montallegro, Ho trovato un ombrellino, Non saprai mai, Tre sirene.
A partire dagli anni '50 collabora con la scrittrice Pina Gonzales, che scrive i libretti di alcune operette musicate da Corona: La bella dormente nel bosco, operetta in 3 atti (1955), La modistina, monologo (1955), Signori del Tribunale, commedia in 1 atto (1955), Cerco moglie, monologo (1955), Prova interrotta, commedia in un atto (1961), Leggenda di Natale, operetta in 1 atto (1961), La fiaba di Cenerentola, operetta in 2 atti per scuole, collegi, ricreatori (1962).
Uno degli ultimi suoi successi è Fox delle rose, lanciato da Mario Piovano ed inciso negli anni seguenti anche da altri artisti come Diego Pepe e Domenico Seren Gay (coautore del testo).
Il 28 giugno 1965 Romolo Corona muore e per lascito testamentario la casa editrice Pierrot, il conto corrente e la casa del Corona passano nelle mani di Nella Gambazza una collaboratrice che, come recita il testamento, è beneficiaria di tutto ciò “per l'aiuto morale che mi ha sostenuto nei momenti critici della mia attività”.
La Editrice Pierrot prosegue ancora per un decennio la propria attività che si allarga includendo la fotoriproduzione e lavori in fotolito e non ultimo la stampa di dischi a partire dalla metà degli anni '70 (dal momento in cui viene acquistata dai fratelli Dori e David Zard.
Nel 1977 incide per la Pierrot un 45 giri Guido Lamberti, in arte Ugolino, con titolo Siam rimasti fregati (8400 001, 1977); quell'Ugolino noto al pubblico per Ma che bella giornata.
Per l'etichetta incide anche alcune colonne sonore Franco Campanino, tra cui Stringimi forte papà (8400 002, 1978).
Negli Anni ottanta, per il mercato che spazza via i minori in questo settore come in molte altre attività non più in grado di reggere la concorrenza e per il gusto del pubblico che cambia rapidamente, la Casa Editrice Pierrot cessa definitivamente l'attività.
Le musiche delle canzoni di Romolo Corona spaziano in vari ritmi di moda all'epoca: il moderato slow, la beguine e il bolero ma anche fox trot, valzer lenti o musette e cha cha cha, calypso e moderato shuffle.
Le operette di Corona sono rappresentate da molte piccole compagnie un po' dovunque in Italia riscuotendo molto spesso successi lusinghieri e ancora in tempi molto recenti si ha notizia di spettacoli messi in scena con i testi scritti da Corona.
Alla Siae risultano depositate a nome di Romolo Corona 51 canzoni